# Кокасательное пространство
Кокасательное пространство — векторное пространство, сопряжённое касательному.
Кокасательное пространство к гладкому многообразию {\displaystyle M} в точке {\displaystyle p} обычно обозначается {\displaystyle T_{p}^{*}=T_{p}^{*}M}.
Сечениями кокасательного расслоения являются 1-формы.
Для выбранной локальной карты {\displaystyle x_{1},\;\ldots ,\;x_{n}}, дифференциалы {\displaystyle d_{p}x_{i}} представляют собой базис {\displaystyle T_{p}^{*}}.